# Daniel Sebastian Scholz
Daniel Sebastian Scholz (* 1983 in Tübingen) ist ein deutscher Musiker, Psychologe und Verhaltenstherapeut und ist als Hochschullehrer tätig.

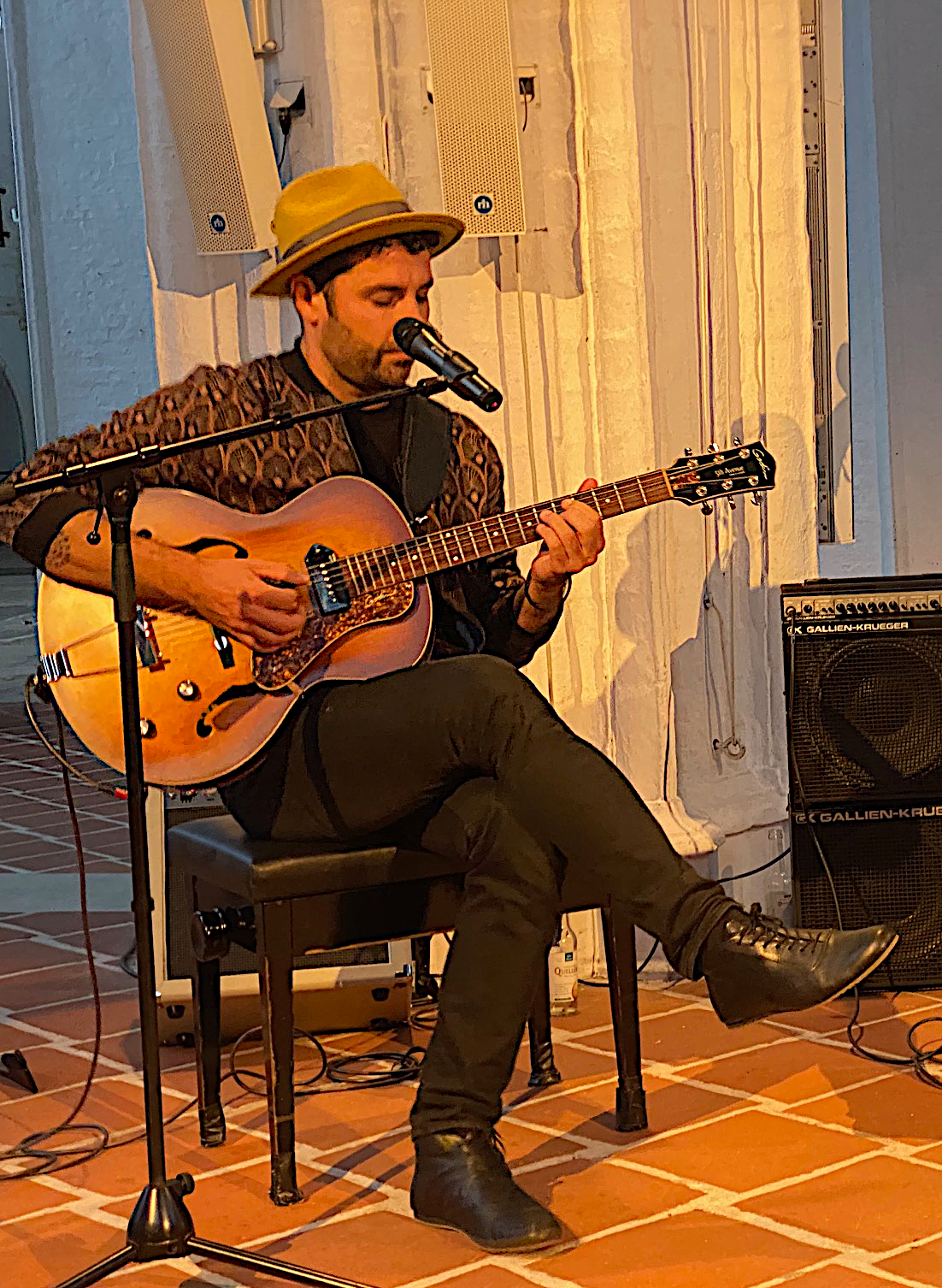
Daniel Sebastian Scholz in der Lübecker St.-Petri-Kirche

## Leben und Wirken
Scholz erhielt ab dem neunten Lebensjahr klassischen Gitarrenunterricht, später zusätzlich E-Gitarren-, Klavier- und Gesangsunterricht. Als Jugendlicher spielte und komponierte er für verschiedene Punk-, Rock-, Metal und Jazzrockformationen. Nach dem Zivildienst in Berlin absolvierte er ein Psychologiestudium an der Philipps-Universität Marburg unter anderem bei Frank Rösler. In Marburg spielte er Gitarre in der Studierenden-Big-Band und im Anschluss im marburgjazzorchestra*. 2008 gründete er dort mit Daniel Schröder und Xaver Fuchs das Plattenlabel quadratisch rekords. Im Jahr 2011 stieg Jonas Pirzer in das Management des Labels ein. Scholz ist Mitgründer mehrerer Bands darunter Stör, Dasch2 (mit Daniel Schröder und Jonas Pirzer), NaNaya (mit Thea Soti), Die Daniel Sebastian Scholz Big Band und Ego Super.
Ab September 2010 studierte Scholz am Institut für Musik der Hochschule Osnabrück bei Niels Klein Jazzkomposition mit Ergänzungsfach Jazzgitarre bei Joachim Schönecker, Andreas Wahl und Frank Wingold. Außerdem erhielt er Jazzklavierunterricht bei Thomas Rückert.
Von Februar 2011 bis Oktober 2022 arbeitete Scholz als Wissenschaftler am Institut für Musikphysiologie und Musiker-Medizin der Hochschule für Musik, Theater und Medien Hannover unter der Leitung von Eckart Altenmüller. Im November 2015 schloss er an der Tierärztlichen Hochschule Hannover seine Promotion zum Dr. rer. nat. am Zentrum für Systemische Neurowissenschaften erfolgreich ab. Bis 2021 absolvierte Scholz zeitgleich eine Ausbildung zum psychologischen Psychotherapeuten mit der Spezialisierung in kognitiver Verhaltenstherapie.
Seit Oktober 2022 ist Scholz Universitätsprofessor für Musizierendengesundheit an der Musikhochschule Lübeck. und der Universität zu Lübeck.

## Werke (Auswahl)

### CDs
- Dasch2 Schleudergang (2012, mit Jonas Pirzer, Daniel Schröder, quadratisch rekords)
- Stör Bouillabaisse (2013, mit Claus M. Escher, Xaver Fuchs, Pit Marquardt, Simon Doetsch, quadratisch rekords)
- Die Daniel Sebastian Scholz Big Band DDSSBB (2015, mit Thea Soti, Robert Dörfer, Philipp Püschel, Simon Doetsch, Gregor Lener, Moritz Wesp, Maria Trautmann, Niko Förster, Johannes Weidner, Salim Javaid, Paul Engelmann, Christoph Klenner, Robin Bäumner, Raphael Jaspert, Michael Hoppe, Johannes Keller, Jonas Pirzer, quadratisch rekords)
- NaNaya far. home. east (2015, mit Thea Soti, Jonas Pirzer und Johannes Keller, quadratisch rekords)
- Ego Super Ego Politur (2018, mit Xaver Fuchs, Pit Marquardt, quadratisch rekords)
- Ego Super Kaviar Katharsis (2021, mit Xaver Fuchs, Pit Marquardt, quadratisch rekords)

### Buchkapitel
- Altenmüller, E., Furuya, S., Scholz, D. S., & Ioannou, C. I. (2019): Brain Research in Music Performance – In M. H. Thaut & D. A. Hodges (Eds.), The Oxford Handbook of Music and the Brain (pp. 458–486). Oxford University Press, (2019)[12]

### Wissenschaftliche Artikel
- Scholz, D.S.; Heldmann, M.; Mohammadi, B.; Münte, T. F. & Altenmüller, E. Neural Plasticity in a French Horn Player with Bilateral Amelia. Neural plasticity, 2021, 2021, 4570135[13]
- Alpheis, S.; Altenmüller, E.; Scholz, D.S. Influence of Adverse Childhood Experiences and Perfectionism on Musician's Dystonia: a Case Control Study. (2022) Tremor and other hyperkinetic movements (New York, N.Y.), Vol. 12 p. 8[14]
- Sickert, C.; Altenmüller, E.; Klein, J. P.; Scholz, D.S. Low Self-Esteem and Music Performance Anxiety Can Predict Depression in Musicians. 2022-12 Medical problems of performing artists, Vol. 37 p. 213–220[15]
- Worschech, F.; James, C. E.; Jünemann, K.; Sinke, C.; Krüger, T. H.C.; Scholz, D.S.; Kliegel, M.; Marie, D.; Altenmüller, E. Fine motor control improves in older adults after 1 year of piano lessons: Analysis of individual development and its coupling with cognition and brain structure. 2023-05 The European journal of neuroscience[16]